# Among Others
Among Others är en roman av den walesisk-kanadensiska fantasy-författaren Jo Walton, publicerad 2011. Romanen är hållen i dagboksform och har klart självbiografiska drag från författarens egen uppväxt. Among Others vann 2011 års Nebulapriset för bästa roman och 2012 Hugopriset för bästa roman. Boken är en av endast sju romaner som har nominerats som bästa roman till såväl Hugopriset, Nebulapriset som World Fantasy Award.

## Sammandrag
Romanen är en dagbok, som skrivs av en 15-årig flicka, Morwenna Phelps, som efter föräldrarnas separation lever med sin far David i Wales. Nu (1979) går hon i en internatskola i Oswestry, där hon blir mobbad för att hon är tvungen gå med käpp efter en trafikolycka, där hennes tvillingsyster omkom. Hon får sitt konstiga namn förenklat till Mori. Waltons bakgrund från Wales och i fandom kommer fram efterhand i denna roman som är ett mellanting av fantasy och magisk realism. Ute i naturen ser Mori alver, som hon kan tala med, speciellt när hon är tillbaka i kolgruvedistrikten. Har hon bara mycket livlig fantasi och kan skilja den från verkligheten eller är hon på gränsen till psykotisk? Det är en osäkerhet som skymtar genom hela berättelsen.
Hon hittar en sf-bokcirkel och börjar konsumera sf-böcker och kommer i kontakt med fandom och får en pojkvän som besökt en världskongress. Mori har en manipulativ personlighet och bjuder på bullar för att få vänner. Hon använder även magi för att komma in i gemenskapen och för att få pojken intresserad. Det verkar fungera, men samtidigt blir hon tveksam om värdet i relationerna. Det blir trassligt när hon uppfattar såväl sin mor som sina fastrar som elaka häxor.

## Omdöme
Mori pryder Skandinavisk förening för science fictions Nebula-zine 2012. Där spådde Tomas Cronholm i sin utförliga recension att den mycket underhållande läsningen i form av Moris korta kommentarer om flera väsentliga sf-böcker från tiden före 1979, skulle komma att fälla utslaget vid Hugoprisomröstningen.